# Stadion SK Hanácká Slavia Kroměříž
Stadion SK Hanácká Slavia Kroměříž – stadion piłkarski w Kromieryżu, w Czechach. Został otwarty w 1989 roku. Może pomieścić 1529 widzów (z czego 700 miejsc jest zadaszonych). Swoje spotkania rozgrywają na nim piłkarze klubu SK Hanácká Slavia Kroměříž. W latach 2004–2006 obiekt gościł występy tego klubu w II lidze.